# Monument Rocks
Die Monument Rocks (englisch für Monumentfelsen,  in Chile Rocas Macera) sind eine Gruppe von Klippenfelsen vor der Davis-Küste des Grahamlands auf der Antarktischen Halbinsel. Sie liegen 6 km nordöstlich des Kap Sterneck in der Curtiss Bay.
Grob kartiert und deskriptiv benannt wurden sie von James Hoseason, Erster Maat der Sprightley unter Kapitän Edward Hughes, die im Auftrag der britischen Walfanggesellschaft Samuel Enderby & Sons zwischen 1824 und 1825 in diesen Gewässern operierte. Chilenische Wissenschaftler benannten sie dagegen nach Emilio Enrique Macera Dellarossa, Bauleiter der Arturo-Prat-Station.